# Wilhelm Schmidthild
Karl Friedrich Wilhelm Schmidthild (auch Schmidt-Hild; * 30. Januar 1876 in Hildesheim; † 30. Januar 1951 in Peine) war ein deutscher Maler, Grafiker, Illustrator und Kunstprofessor. Im Betätigungsfeld zwischen sachlicher Dokumentation (als Illustrator für wissenschaftliche Werke der Zoologie und Botanik) und freier Kunst sah er sich einem präzisen Realismus verpflichtet. 

## Leben

Ansicht Rinteln (Um 1930); Öl auf Malplatte

Geboren wurde Schmidthild 1876 in Hildesheim und auf die Vornamen Karl Friedrich Wilhelm evangelisch getauft. Sein Vater war der Lokomotivführer Wilhelm Schmidt.
Nach dem Abitur studierte er am Lehrerseminar Nordheim, an der Kunstgewerbeschule Hannover und an der Kunstakademie Kassel bei Louis Kolitz. 
Nach dem Referendariat arbeitete er als Volksschullehrer bei Hannover und Hildesheim. 1896 wurde er in den öffentlichen Dienst übernommen und legte anschließend Prüfungen als Lehrer ab. 1911 erfolgte die Zeichenlehrerprüfung und er wurde Oberschullehrer. Zudem bildete er sich an der Malschule von Walter Thor in München weiter. 
Ab 1919 war er nur noch als Zeichenlehrer tätig und wurde später Professor für Malerei.

### Künstlerisches Wirken und Reisen
1909 unternahm er Studienreisen nach Schweden und Dänemark. Ab 1919 wirkte er als Zeichenlehrer an der Realschule Barth. Es entstanden umfangreiche grafische und malerische Arbeiten stets mit regionalem Bezug: Tiere, Landschaften und Maritimes. Im selben Jahr trat Schmidthild dem pommerschen Künstlerverein bei. Es folgten Studienreisen nach Argentinien und Brasilien (1919), Mecklenburg (1924), Neuburg am Inn (1925), Halle und nach Italien zum Gardasee, Venedig, Verona und Bozen (1926). Er widmete sich Radierungen, Zeichnungen und Kalenderblättern, die vom Jugendstil beeinflusst sind. 1927 wurde Schmidthild Zeichenlehrer am Ernestinum in Rinteln. Dort entstanden Landschaftsgemälde und Stadtansichten wieder mit regionalem Bezug und Illustrationen (farbige Kaltnadelstiche) u. a. für die Vogelbücher der Zoologen Carl Floericke und Walter Heimroth, 1929 und 1930. Es folgte die offizielle Namensänderung von Schmidt in Schmidthild (Schmidt-Hild), ein Verweis auf seine Geburtsstadt. Von 1931 bis zur Pensionierung 1938 lehrte er als Kunstprofessor an der staatlichen Zeichenakademie Hanau. Schmidthild war von 1938 bis 1943 auf allen Großen Deutschen Kunstausstellungen in München vertreten. Dabei kauften 1943 der Nazi-Führer Goebbels die Kaltnadelradierung „Junghase“.
Seine Werke signierte er mit W.Schmidt-Hild, W. Schmidthild und SCHMIDTHILD oder monogrammierte mit S.H. Geführt wurden die Werke u. a. durch die Berliner Galerie Amsler & Ruthardt.

## Einordnung
Schmidthild arbeitete in nahezu allen Medien, er galt als exzellenter Zeichner und Radierer. Als späthistoristischer Maler blieb er zeitlebens dem Realismus verbunden und war ein gefragter Maler von zoologischen und botanischen Darstellungen. Tätig war er im Auftrag von Fachverlagen und Museen, er erstellte detaillierte Darstellungen exotischer Vögel und Pflanzen.
Wenngleich Schmidthilds Wirken zeitweise dem Jugendstil nahestand, stand er späteren Entwicklungen kritisch gegenüber, ihnen bescheinigte er 1921: „Spekulation mit der Sensationslust und das Streben nach Gewinn“, denen er mit dem eigenen Werk „Ernst und Fleiss“ entgegensetzte.

## Rezeption
Hatte ein Großteil seiner Werke zur Entstehungszeit eine wissenschaftliche Funktion oder wandte sich an ein naturwissenschaftlich-botanisch orientiertes Publikum, so werden diese heute mehr aus künstlerischer Sicht geschätzt.
In öffentlichen Sammlungen befinden sich Werke u. a. im Naturhistorischen Museum Braunschweig, im Städtischen Museum Stettin, in den Sammlungen der Städte Rinteln, Homberg, Barth und bei der Letter Stiftung.
Zwei Radierungen befinden sich in der Sammlung der Universität Gießen, eine Jugendstil-Radierung mit der Abbildung einer Frau am Felsen im Kreismuseum Bitterfeld.
Ein bedeutender Teil seiner Werke gelangte nach 1945 in die USA, teilweise durch Erwerb von Angehörigen amerikanischer Streitkräfte.

## Ausstellungen
- Wilhelm Schmidthild (1876–1951) – Wie herrlich leuchtet mir die Natur… – Darstellungen mit Stichel, Stift und Pinsel.
Sonderausstellung im Vineta-Museum Barth, 7. Februar – 17. Mai 2016.